# Campionato mondiale di Formula E 2025-2026
Il Campionato mondiale di Formula E 2025-2026 (per ragioni commerciali denominato ABB FIA Formula E World Championship 2025-2026) sarà la dodicesima edizione del campionato di Formula E, sesta come campionato mondiale FIA.

## Scuderie e piloti

### Tabella riassuntiva
| Scuderia                         | Costruttore       | Vettura | N.             | Piloti      | Gare | Piloti di riserva | Piloti Test |
| -------------------------------- | ----------------- | ------- | -------------- | ----------- | ---- | ----------------- | ----------- |
| Jaguar TCS Racing                | Spark-Jaguar      |         |                | TBA         | TBA  |                   |             |
| Jaguar TCS Racing                | Spark-Jaguar      |         | TBA            | TBA         |      |                   |             |
| Envision Racing                  | Spark-Jaguar      |         | TBA            | TBA         |      |                   |             |
| Envision Racing                  | Spark-Jaguar      |         | TBA            | TBA         |      |                   |             |
| Andretti Global                  | Spark-Porsche     |         |                | TBA         | TBA  |                   |             |
| Andretti Global                  | Spark-Porsche     |         | TBA            | TBA         |      |                   |             |
| TAG Heuer Porsche Formula E Team | Spark-Porsche     |         | TBA            | TBA         |      |                   |             |
| TAG Heuer Porsche Formula E Team | Spark-Porsche     |         | TBA            | TBA         |      |                   |             |
| CUPRA Kiro Race & Co.            | Spark-Porsche     |         |                | TBA         | TBA  |                   |             |
| CUPRA Kiro Race & Co.            | Spark-Porsche     |         | TBA            | TBA         |      |                   |             |
| DS Penske                        | Spark-DS          |         |                | TBA         | TBA  |                   |             |
| DS Penske                        | Spark-DS          |         | TBA            | TBA         |      |                   |             |
| Citroen MSG Racing               | Spark-TBA         |         |                | TBA         | TBA  |                   |             |
| Citroen MSG Racing               | Spark-TBA         |         | TBA            | TBA         |      |                   |             |
| Nissan Formula E Team            | Spark-Nissan      |         | 17             | Norman Nato | TBA  |                   |             |
| Nissan Formula E Team            | Spark-Nissan      | TBA     | Oliver Rowland | TBA         |      |                   |             |
| Mahindra Racing                  | Spark-Mahindra    |         |                | TBA         | TBA  |                   |             |
| Mahindra Racing                  | Spark-Mahindra    |         | TBA            | TBA         |      |                   |             |
| Lola - Yamaha ABT                | Spark-Lola-Yamaha |         |                | TBA         | TBA  |                   |             |
| Lola - Yamaha ABT                | Spark-Lola-Yamaha |         | TBA            | TBA         |      |                   |             |

### Scuderie
- Il marchio Maserati decide di abbandonare la categoria dopo 3 anni, verrà sostituito dal marchio Citroen[3].
- Il team McLaren ha deciso di lasciare la Formula E per dedicarsi all'ingresso nel WEC nel 2027. Non verrà sostituito.

### Piloti
- Nick Cassidy decide di lasciare la Jaguar dopo due anni con il team.[4]
- Robin Frijns lascia Envision dopo due stagioni con il team.[5]
- Nissan conferma la sua coppia di piloti della stagione 2024-2025, il campione del mondo in carica Oliver Rowland e Norman Nato.[2]

## Calendario
Il 10 giugno 2025 viene annunciata la prima versione del calendario, comprendente 18 gare su 12 circuiti diversi (di cui due inizialmente non annunciati). Come nella stagione precedente, il campionato si disputerà nell'arco dei due anni solari, con il primo appuntamento di San Paolo che si correrà il 6 dicembre 2025, mentre tutti gli altri si terranno nel 2026. La stagione terminerà più tardi rispetto a quella precedente, con il round finale, quello di Londra, che si correrà nel weekend di Ferragosto.
Confermati i round di San Paolo, Città del Messico, Jeddah, Berlino, Monaco, Shanghai, Tokyo e Londra, mentre esce dal calendario l'E-Prix di Giacarta. L'E-Prix di Miami, dopo una prima edizione sul circuito ovale di Homestead, viene spostato nella zona dell'Hard Rock Stadium, sullo stesso tracciato usato dalla Formula 1. Fa il suo debutto l'E-Prix di Madrid, con la Formula E che torna a correre per la seconda volta in Spagna dopo l'E-Prix di Valencia 2021; la corsa si disputerà sul circuito di Jarama, che nel 2024 aveva ospitato i test prestagionali, e che in passato aveva ospitato anche la Formula 1 a cavallo tra gli anni 70 e 80. Infine, dopo due anni di sovrapposizioni, non ci saranno round concomitanti con il Mondiale Endurance, serie con cui la Formula E condivide diversi piloti.
| Gara | E-Prix                      | Nazione               | Tracciato                                    | Layout           | Data             |
| ---- | --------------------------- | --------------------- | -------------------------------------------- | ---------------- | ---------------- |
| 1    | E-Prix di San Paolo         | Brasile               | Circuito cittadino di San Paolo              |                  | 6 dicembre 2025  |
| 2    | E-Prix di Città del Messico | Messico               | Autodromo Hermanos Rodríguez                 |                  | 10 gennaio 2026  |
| 3    | E-Prix di Miami             | Stati Uniti d'America | Miami International Autodrome                |                  | 31 gennaio 2026  |
| 4    | E-Prix di Gedda             | Arabia Saudita        | Jeddah Corniche Circuit                      |                  | 13 febbraio 2026 |
| 5    | E-Prix di Gedda             | Arabia Saudita        | Jeddah Corniche Circuit                      | 14 febbraio 2026 |                  |
| 6    | E-Prix di Madrid            | Spagna                | Circuito del Jarama                          |                  | 21 marzo 2026    |
| 7    | E-Prix di Berlino           | Germania              | Circuito dell'aeroporto di Berlino-Tempelhof |                  | 2 maggio 2026    |
| 8    | E-Prix di Berlino           | Germania              | Circuito dell'aeroporto di Berlino-Tempelhof | 3 maggio 2026    |                  |
| 9    | E-Prix di Monaco            | Monaco                | Circuito di Monte Carlo                      |                  | 16 maggio 2026   |
| 10   | E-Prix di Monaco            | Monaco                | Circuito di Monte Carlo                      | 17 maggio 2026   |                  |
| 11   | TBC                         |                       |                                              |                  | 30 maggio 2026   |
| 12   | TBC                         |                       |                                              |                  | 20 giugno 2026   |
| 13   | E-Prix di Shanghai          | Cina                  | Circuito di Shanghai                         |                  | 4 luglio 2026    |
| 14   | E-Prix di Shanghai          | Cina                  | Circuito di Shanghai                         | 5 luglio 2026    |                  |
| 15   | E-Prix di Tokyo             | Giappone              | Circuito cittadino di Tokyo                  |                  | 25 luglio 2026   |
| 16   | E-Prix di Tokyo             | Giappone              | Circuito cittadino di Tokyo                  | 26 luglio 2026   |                  |
| 17   | E-Prix di Londra            | Regno Unito           | Circuito del centro espositivo ExCeL         |                  | 15 agosto 2026   |
| 18   | E-Prix di Londra            | Regno Unito           | Circuito del centro espositivo ExCeL         | 16 agosto 2026   |                  |